# Meat pie western

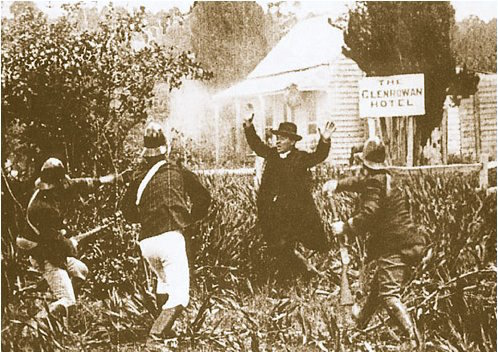
Image du film de 1906, The Story of the Kelly Gang, le premier long métrage sur le bush ranger australien, Ned Kelly.

Le meat pie western (littéralement « western tourte à la viande »), par écho au western spaghetti, est un genre de film dérivé du western américain et prenant place dans l'outback ou le bush australien. On parle aussi de western australien, western kangourou, ou, spécifiquement pour les films, de film de bushranger.

## Histoire
The Story of the Kelly Gang pourrait être considéré comme le premier film du genre (et possiblement le premier long métrage au monde).
En 1911 et 1912, les gouvernements de l'Australie-Méridionale, de la Nouvelle-Galles du Sud et de l'État de Victoria ont interdit la représentation des bushrangers dans les films. Cette interdiction a duré près de 30 ans,.
Le genre est revenu dans la seconde moitié du XXe siècle principalement en coproduction avec des sociétés américaines ou britanniques,.
Après l'an 2000, une nouvelle vague de meat pie western est apparue questionnant les problématiques du sexisme et du racisme, notamment envers les Aborigènes d'Australie,.

## Exemples d'œuvres
- The Story of the Kelly Gang (1906)
- Rangle River (1936)
- Capitaine Furie (1939)
- La route est ouverte (1946)
- The Kangaroo Kid (1950)
- La Loi du fouet (1952)
- The Phantom Stockman (1953)
- Shadow of the Boomerang (1960)
- Le Courrier du désert (1960–61) - série télévisée
- Ned Kelly (1970)
- Rush (1974–76) - série télévisée
- Cash and Company (1975) - série télévisée
- Inn of the Damned (1975)
- Mad Dog Morgan (1976)
- Tandarra (1976) - série télévisée
- Raw Deal (1977)
- L'Homme de la rivière d'argent (1982)
- Diligence Express (1983–85) - série télévisée
- L'Indomptable (1988)
- Mr Quigley l'Australien (1990)
- The Tracker (2002)
- The Proposition (2005)
- Australia (2008)
- The Outlaw Michael Howe (2013) - téléfilm
- The Legend of Ben Hall (2016)
- Sweet Country (2017)
- High Ground (2020)